# Fernando Huertas
Fernando Huertas (Madrid, 1950) és un guionista, director de cinema i novel·lista espanyol. Professor de la Universitat Complutense de Madrid en la Facultat de Ciències de la Informació.

## Biografia
Premi extraordinari de Llicenciatura (1978). Doctor en Ciències de la Informació per la UCM i catedràtic de Realització Audiovisual de la Universitat Complutense de Madrid (UCM). És membre de l'Acadèmia de Cinema d'Espanya.
Ha impartit docència en Llicenciatures, Doctorats i nombrosos Màsters, principalment en les matèries: Teoria i tècnica de la realització audiovisual i Direcció cinematogràfica.
Entre altres activitats, relacionades amb els mitjans de comunicació audiovisual, va ser director de realització del Canal de Televisió del Congrés dels Diputats des de 1992 a 2005. Director de la Televisió del Senat des de 2003 fins a 2016. Promotor i director de la Televisió Complutense (1994-1998). Ha treballat com a guionista i director de programes divulgatius, documentals i publicitaris, per a nombroses empreses i institucions entre les quals caldria destacar: Alcatel, Ford, Retevisión, Telefónica, Openbank, Comunitat de Madrid, Comunitat de Castella-la Manxa, entre d'altres. Director de la sèrie diària La Universidad de Verano de El Escorial, emesa per Telecinco i Telemadrid durant els estius de 1996, 1997 i 1998.
A més de publicar assajos i nombrosos articles, és de destacar la labor de guionista, productor i director de curtmetratges i llargmetratges.
En aquests últims anys centra la seva activitat i capacitat creativa en la literatura, i publica un llibre de relats i dues novel·les.

## Filmografia

### Curtmetratges
- 1978: La fiesta
- 1979: Marta, María... y su hermano
- 1980: Riego sanguíneo

### Llargmetratges
- 1985: El elegido
- 2000: Terca vida

## Premis
- Primer Premi, per El elegido, a la millor Opera Prima i votació popular en la II Setmana de Cinema Espanyol de Múrcia.
- Colón d'Or, per Terca vida, a la millor pel·lícula per votació popular al Festival de Cinema Iberoamericà de Huelva (2000). (2000).[4]
- Carabela de Plata, per Terca vida, a la mejor Opera Prima en el Festival de Cine Iberoamericano de Huelva (2000)
- Nominada als Goya 2000, per Terca vida, Millor Actriu Revelació a Luisa Martín.[5]

## Obra escrita

### Libros
- Principios para una Teoría de la Realización Audiovisual, 1981[6]
- Estética del discurso audiovisual, 1986[7]
- Televisión y Política", 1994[8]

### Articles
- Impacto e integración del video, 1986[9]
- El Hemiciclo como realidad conformada o imagen virtual, 1994[10]
- El saber del espectador, 2001[11]
- Punto de vista. Una reflexión fenomenológica, 2001[12]
- El futuro digital, 2001[13]
- Los canales de televisión parlamentarios, 2005[14]

### Relats i novel·les
- Al otro lado del jardín (relatos), 2009[15]
- De puertas adentro (novela), 2013[16]
- La lealtad de los reptiles (novela), 2014[17]
- La Cuba que viví (novela ficción-histórica), 2021[18]